# Afrolaena tibialis
Afrolaena tibialis is een keversoort uit de familie zwartlijven (Tenebrionidae). De wetenschappelijke naam van de soort is voor het eerst geldig gepubliceerd in 2002 door Endrödy-Younga en Schawaller.